# Шоколадная пицца

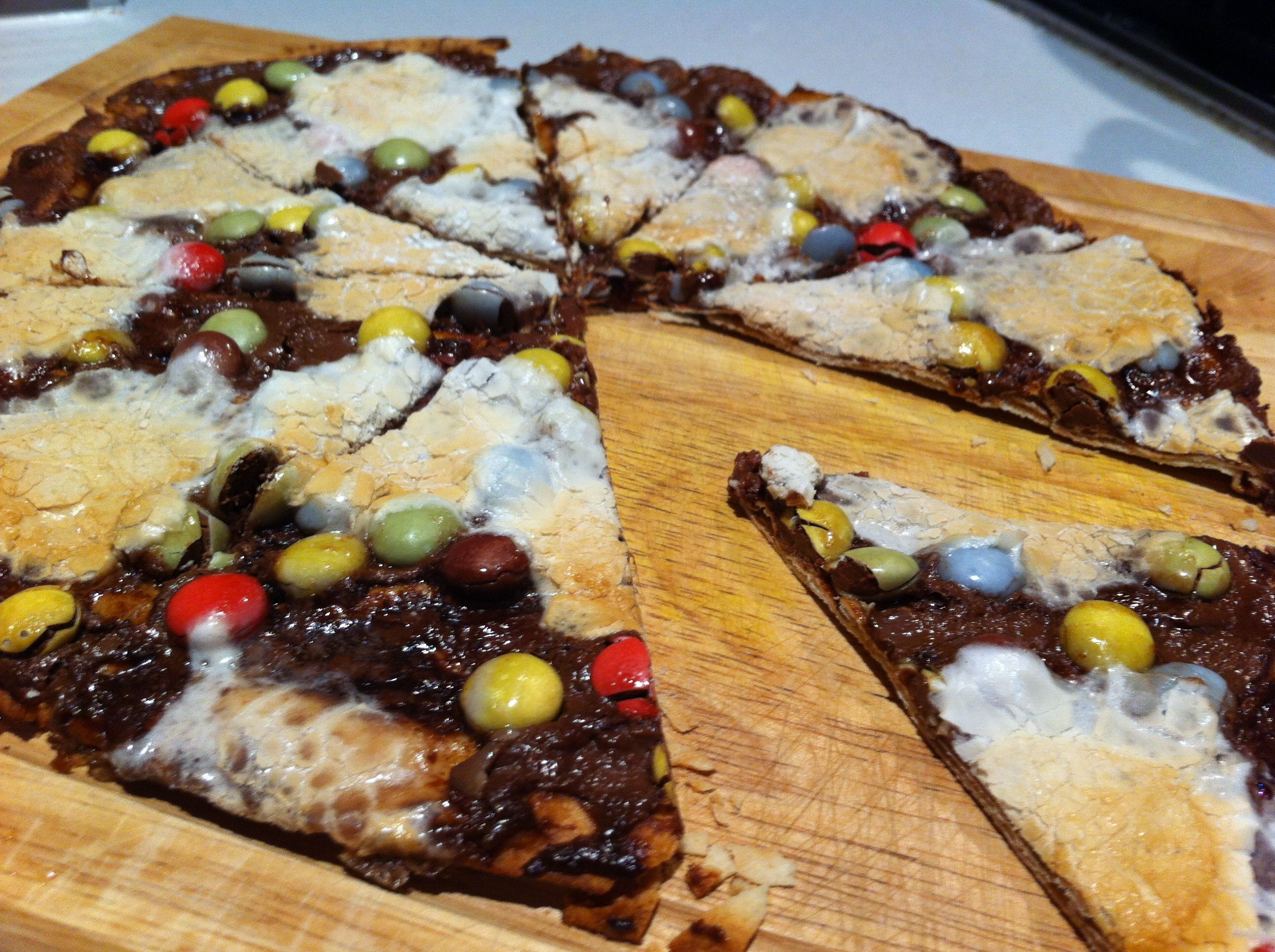
Шоколадная пицца с Nutella

Шоколадная пицца (англ. Chocolate pizza) — пицца, приготовленная с использованием шоколада в качестве основного ингредиента.
Существуют различные способы приготовления шоколадной пиццы. Шоколад (какао) может быть добавлен в тесто для пиццы, служить начинкой, соусом, выступать в качестве основы («коржа») для пиццы. Ещё одна разновидность — использование шоколадной пасты (Nutella и т. п.) после того, как пицца запечена. В качестве ингредиентов шоколадной пиццы могут быть фрукты, ягоды, орехи, зефир, кондитерская посыпка, кокосовая стружка, стружка из белого шоколада, конфеты. Таким образом, это, как правило, десерт.
Также под названием «шоколадная пицца» существуют готовые кондитерские изделия из шоколада, которые имитируют форму и внешний вид пиццы.
В шоколадной пицце сочетаются шоколад и пицца — два популярных ингредиента среди детей школьного возраста, поэтому она часто позиционируется как детское блюдо. Слияние пиццы и шоколада развивалось параллельно в нескольких западных странах и превратилось в десерт, который подают во франчайзинговых и сетевых ресторанах. В США и Канаде шоколадную пиццу можно встретить в фаст-фуде и закусочных. Например, в сети Papa Murphy’s её готовят с кусочками шоколада, зефира и сладкими поливками.